# مونته‌لوپو آلبزه
مونته‌لوپو آلبزه (به ایتالیایی: Montelupo Albese) یک کومونه در ایتالیا است که در استان کونیو واقع شده‌است. مونته‌لوپو آلبزه ۶٫۴ کیلومترمربع مساحت و ۵۳۶ نفر جمعیت دارد و ۵۶۴ متر بالاتر از سطح دریا واقع شده.